# Remy Zero
Remy Zero war eine Alternative-Rock-Band; sie wurde in Birmingham, Alabama, von Cinjun Tate (Gesang, Gitarre), Shelby Tate (Gesang, Gitarre, Keyboard), Gregory Slay (Schlagzeug), Cedric Lemoyne (Bass) und Jeffrey Cain (Gitarre) gegründet. 

## Geschichte
Bevor sie überhaupt irgendein Album aufgenommen hatte, fiel der Gruppe Radiohead eines ihrer Demotapes in die Hand. Daraufhin lud die britische Band sie ein, als Vorgruppe bei ihrer US-Tour zu ihrem zweiten Album The Bends teilzunehmen. Danach zog Remy Zero von Birmingham, Alabama, nach Los Angeles, um ihr erstes Album aufzunehmen.
Ihr erstes Album Remy Zero ist von diesen Erfahrungen geprägt und erlangte wenig Anerkennung und Käufer. Das darauf folgende Album Villa Elaine wurde zu der Zeit aufgenommen, als sie in einer gleichnamigen Wohnung in Hollywood lebten. Dieses Album war Remy Zeros großer Durchbruch in den USA. The Golden Hum, Remy Zeros drittes Album, war genauso erfolgreich wie das vorhergehende.
Ein 50 Sekunden langer Ausschnitt von Save Me, aus dem Album The Golden Hum, wird als Titelmusik der Fernsehserie Smallville verwendet. Remy Zeros Song Shattered wurde in den Filmen Verrückt/Schön und Suicide Kings verwendet. Fair von Villa Elaine wurde im Film Garden State verwendet und der wohl erfolgreichste Song Prophecy, auch von Villa Elaine, war im Film Der letzte Kuss zu hören.
Die Band zerbrach nach dem Album The Golden Hum und manche Mitglieder wechselten zu anderen Bands. Cinjun und Shelby Tate gründeten eine neue Band namens Spartan Fidelity, Jeffrey Cain ging zu Isidore, Cedric Lemoyne ging mit Alanis Morissettes Band auf Tour und Gregory Slay ging zur Band Sleepwell.
Im Sommer 2006 fand die Gruppe wieder zusammen und veröffentlichte auf ihrer Website, dass sie wieder zusammen seien und wieder zusammen an einem neuen Remy-Zero-Album arbeiteten. 2008 haben sie sich jedoch erneut aufgelöst, ohne das angekündigte Album veröffentlicht zu haben.

## Diskografie
Alben
- 1996: Remy Zero
- 1998: Villa Elaine
- 2001: The Golden Hum